# Эрмакова
Э́рмакова (эст. Ermakova), ранее Ермакова, на местном диалекте также Э́рмакува (Ermakuva) — деревня в волости Сетомаа уезда Вырумаа, Эстония. Исторически относится к нулку Юле-Пелска.
До административной реформы местных самоуправлений Эстонии 2017 года входила в состав волости Меремяэ (упразднена).

## География и описание
Расположена на юго-востоке Эстонии, в 24 километрах от Псковского озера. Расстояние от деревни до уездного центра — города Выру — 28 километров, до волостного центра — посёлка Вярска — 18 километров. Высота над уровнем моря — 88 метров.
Климат переходный от морского к континентальному. Официальный язык — эстонский. Почтовый индекс — 65358.

## Население
По данным переписи населения 2021 года, в Эрмакова насчитывалось 14 жителей, из них 7 (50,0 %) — эстонцы.
По состоянию на 1 января 2020 года в деревне насчитывалось 15 жителей, из них 9 мужчин и 6 женщин; детей в возрасте до 14 лет включительно — 3, лиц трудоспособного возраста (15–64 года) — 12.
По данным переписи населения 2011 года, в  деревне проживали 9 человек, из них 5 (55,6 %) — эстонцы (сету в перечне национальностей выделены не были).
Численность населения деревни Эрмакова по данным переписей населения:
| Год  | 1959 | 1970 | 2000 | 2011 | 2021 |
| ---- | ---- | ---- | ---- | ---- | ---- |
| Чел. | 43   | → 43 | ↘ 11 | ↗ 13 | ↗ 14 |

## История
В письменных источниках 1585 и 1652 годов упоминается Ермаково, 1686 года — Ермоково, 1904 года — Järmakova, Ермако́во, 1922 года — Jermakova, Jermakovo, 1937 года — Ermakuva. В XVIII веке деревня относилась к Тайловскому приходу (эст. Taeluva kihelkond).
На военно-топографических картах Российской империи (1846–1912 годы), в состав которой входила Лифляндская губерния, деревня обозначена как Ермакова.
В 1977–1997 годах Эрмакова была частью деревни Хелби.

## Происхождение топонима
Топоним предположительно произошёл от русской фамилии Ермаков, которая в свою очередь происходит от личного имени Ермак. Основой последнего являются имена Иеремия, Ермолай, Ермил или Ерм, также Ермий или Ермоген. Есть также мнение, что личное имя Ермак имеет тюркское происхождение. В России есть множество деревень с названием Ермаково. В качестве объяснения эстонского происхождения топонима предлагается личное имя Герм ~ Эрм (эст. Herm ~ Erm) от полного имения Герман, Гермгольд (эст. Hermann, Hermgold), что, однако, маловероятно.

## Комментарии
1. ↑  Эстонские топонимы, оканчивающиеся на -а, не склоняются и не имеют женского рода (исключение — Нарва)[9].